# Conclaaf van 1513
Het conclaaf van 1513, volgend op de dood van paus Julius II op 21 februari 1513, vond plaats in Rome en leidde tot de verkiezing van kardinaal Giovanni de’ Medici, die bij zijn aantreden de naam Leo X aannam.

## Voorgeschiedenis
De dood van paus Julius II zorgde voor grote opluchting binnen het College van Kardinalen. De verschillende oorlogen die de paus had gevoerd hadden ook hun tol geëist van de kardinalen, die verplicht waren geweest de paus tijdens zijn veldtochten onder erbarmelijke omstandigheden te vergezellen. Ook de omgang tussen paus en prelaten was moeizaam verlopen, doordat Julius II vele geldelijke beloningen, waarop de kardinalen meenden recht te hebben, niet uitbetaalde. Julius II was zelfs zover gegaan, dat hij in 1506 de bul Cum tanto Divino had uitgevaardigd, waarin het de kardinalen verboden werd gelden aan te nemen of aan te bieden om een toekomstige pauskeuze te beïnvloeden. Om deze reden hoopten de kardinalen op een nieuwe pontifex, die tegemoet zou komen aan hun eisen.

## Conclaaf
Bij het begin van het conclaaf op 4 maart 1513 waren er officieel 35 kiesgerechtigde kardinalen. Vier hiervan, behorend bij de Fransgezinde factie, waren echter uitgesloten, omdat zij in 1511 door Julius II geëxcommuniceerd waren door hun betrokkenheid bij het uitroepen van een concilie te Pisa. Deze uitsluiting was echter in strijd met de door paus Clemens V uitgevaardigde bul Ne Romani (1311), waarin was vastgelegd dat ook zij die onder een kerkstraf vielen mochten deelnemen aan het conclaaf.
Van de overige 31 kardinalen zouden er 25 afreizen naar Rome. Deze groep splitste zich in twee kampen: een groep van jonge en een groep van oude kardinalen, ieder met hun eigen favoriet. Onder de eerste groep genoot Giovanni de’ Medici de voorkeur, terwijl bij de ouderen de voorkeur uitging naar Raffaele Sansoni Riario; de’ Medici werd door de ouderen als “te jong” ervaren (37 jaar oud), waardoor een lang pontificaat onvermijdelijk leek en ambities van andere nog levende kandidaten teniet werden gedaan.
Het verhaal gaat, dat tijdens de eerste stemmingsronde van het conclaaf de kardinalen een stem uitbrachten op een in hun ogen minst geschikte kandidaat, om zo de positie van de verschillende kandidaten te bepalen. Tegen de verwachting in viel dertienmaal de keuze op kardinaal Jaime Serra I Cau (83 jaar oud), die overigens tijdens het verdere verloop van het conclaaf geen enkele rol meer zou spelen.
Uiteindelijk slaagde de groep jonge kardinalen erin de ouderen over te halen om hun kandidaat, Giovanni de’ Medici, te steunen. Deze steun zou tot stand zijn gekomen door twee redenen:
- Giovanni de’ Medici was weliswaar jong, maar ziekelijk. Vlak na zijn intrede in het conclaaf was nog een medische ingreep noodzakelijk geweest om hem te verlossen van een fistel en aambeien.[3]
- Kardinaal Francesco Soderini, evenals de’ Medici afkomstig uit Florence maar verbannen uit de stad, zou toenadering gezocht hebben tot Giovanni en na toezeggingen van de paus in spe zou Soderini de oudere kardinalen overgehaald hebben.

Op 9 maart 1513 werd Giovanni de’ Medici gekozen. Hij nam de naam Leo X aan, waarmee verwezen zou worden naar een droom die zijn moeder Clarissa Orsini vlak voor zijn geboorte had gehad: zij droomde dat zij zou bevallen van een “grote, maar tamme leeuw (Latijn: Leo)”. Na zijn wijdingen tot priester en bisschop (15 en 17 maart) volgde op 19 maart 1513 de kroning, die werd uitgevoerd door kardinaal Alessandro Farnese (de latere paus Paulus III).

## Pontificaat
De uitspraak “God heeft ons het pausschap gegeven. Laten we ervan genieten!” wordt wel gezien als de wijze waarop Leo X invulling gaf aan het pausschap. Veel aandacht ging uit naar de kunsten en het persoonlijk vertier, waardoor de groeiende afkeer binnen de geloofsgemeenschap veronachtzaamd bleef. Dit leidde uiteindelijk tot de definitieve doorbraak van de Reformatie.